# الکرکرات
الکرکرات (به عربی: الکرکرات) یک منطقهٔ مسکونی در صحرای غربی است که در الکویره واقع شده‌است. الکرکرات ۱۰۵٫۷۳ کیلومتر مربع مساحت و ۲۸ نفر جمعیت دارد و ۲۰ متر بالاتر از سطح دریا واقع شده‌است.